# 정재호 (1965년)
정재호(鄭在浩, 1965년 10월 22일 ~ )는 대한민국의 전직 정무직 공무원이며 대한민국 20대 국회의원이다.
정재호는 1998~2001년 외환은행 신용카드사 노조위원장을 역임했으며, 2002년 노무현 대통령후보 시절 정무보좌역, 2003년 참여정부 시절 대통령비서실 정무기획비서관실 행정관, 2005년 대통령비서실 시민사회수석실 선임행정관, 2006년 대통령비서실 사회조정비서관과 2007년 국무총리비서실 민정수석비서관 등 정무직 공무원직을 수행했다.

## 학력
- 대구본리국민학교 졸업
- 경운중학교 졸업
- 달성고등학교 졸업
- 고려대학교 정경대학 행정학 학사

## 경력
- 1989.10 외환은행 입사
- 1998 ~ 2001 외환은행 신용카드사 노조위원장
- 2002.05 제16대 대통령 선거 새천년민주당 노무현 대통령 후보 정무보좌역
- 2003.02 노무현 정부 대통령비서실 정무기획비서관실 행정관
- 2005.04 노무현 정부 대통령비서실 시민사회수석실 선임행정관
- 2006.04 노무현 정부 대통령비서실 사회조정비서관
- 2007.02 국무총리실 민정수석비서관
- 2010.08 민주당 정책위원회 부의장
- 2012.12 제18대 대통령 선거 민주통합당 문재인 대통령 후보 선거펀드 총괄기획
- 2015.09 ~ 2015.12 새정치민주연합 노동위원회 대변인
- 2015.12 더불어민주당 노동위원회 대변인
- 2015.12 더불어민주당 남북교류협력특별위원회 부위원장
- 2016년 4월 13일: 대한민국 제20대 국회의원 선거 당선(경기 고양시 을, 더불어민주당, 초선)
- 2016.05 ~ 2020.05 더불어민주당 경기도당 고양시 을 지역위원회 위원장
- 2016.09 ~ 2017.05 더불어민주당 대외협력위원장
- 2017.04 ~ 2017.05 제19대 대통령 선거 더불어민주당 문재인 대통령 후보 중앙선거대책위원회 국민참여본부 수석부본부장
- 2017.05 문재인 대통령 러시아 특사단
- 2017.06 더불어민주당 100일 민생상황실 민생신문고팀 의원
- 2017.12 대통령직속 북방경제협력위원회 특별고문
- 2021.03 ~ 2023.12 기업은행 상임감사
- 2024.02 ~ 뉴스토마토 K-정책금융연구소 소장

### 의정 활동
- 2016.05 ~ 2020.05: 제20대 국회의원(경기 고양시 을, 더불어민주당, 초선)
  - 2016.06 ~ 2018.05: 제20대 국회 전반기 정무위원회 위원
  - 2018.07 ~ 2019.03: 제20대 국회 후반기 정무위원회 간사
  - 2019.03 ~ 2020.05: 제20대 국회 후반기 정무위원회 위원

## 수상내역
- 홍조근정훈장 2008년
- 대한민국 유권자 대상 보관됨 2017-10-24 - 웨이백 머신, 2017년 (유권자시민행동)
- 초정상 보관됨 2017-10-24 - 웨이백 머신, 2017년 (소상공인연합회)

## 저서
- 부엉이 바위를 가슴에 묻고(노무현을 만나 희망을 외쳤던 정재호의 뜨거운 여정), 모아북스, 2012년
- 대통령의 밥값은 누가 낼까(정재호의 생생 리얼 토크), 모아북스, 2015년

## 역대 선거 결과
| 실시년도 | 선거   | 대수 | 직책     | 선거구         | 정당         | 득표수    | 득표율          | 순위 | 당락 | 비고 |
| -------- | ------ | ---- | -------- | -------------- | ------------ | --------- | --------------- | ---- | ---- | ---- |
| 2016년   | 총선   | 20대 | 국회의원 | 경기 고양시 을 | 더불어민주당 | 40,393 표 | \| \| 42.25% \| | 1위  |      | 초선 |
|          | 42.25% |      |          |                |              |           |                 |      |      |      |

## 소속 정당
| 소속 정당 | 소속 정당      | 소속 기간 | 비고      |
| --------- | -------------- | --------- | --------- |
|           | 새천년민주당   | 2002~2003 | 정계 입문 |
|           | 무소속         | 2003~2008 | 탈당      |
|           | 통합민주당     | 2008      | 복당      |
|           | 민주당         | 2008~2011 | 당명 변경 |
|           | 민주통합당     | 2011~2013 | 합당      |
|           | 민주당         | 2013~2014 | 당명 변경 |
|           | 새정치민주연합 | 2014~2015 | 합당      |
|           | 더불어민주당   | 2015~현재 | 당명 변경 |

## 같이 보기
- 고양시 을
- 고양시의 국회의원
- 고양시 덕양구의 국회의원